# Yaroslava Shvedova
Yaroslava Shvedova (en cyrillique Ярослава Вячеславовна Шведова ; en transcription française Iaroslava Viatcheslavova Chvedova), née le 12 septembre 1987 à Moscou, est une joueuse de tennis russe puis kazakhe (à partir de 2008), professionnelle de 2005 à 2021.

## Carrière
En 2004, elle dispute la finale du double junior de Roland-Garros aux côtés d'Irina Kotkina.
En 2007, lors de l'Open de Bangalore, elle décroche son premier titre en battant en finale la tenante du titre, l'Italienne Mara Santangelo, alors qu'elle n'est que 147e mondiale.
En août 2008, elle prend la nationalité kazakhe, un choix assumé par l'athlète. La fédération kazakhe de tennis voulant créer une équipe nationale de Fed Cup compétitive pour mieux représenter son pays dans le monde du tennis, cette dernière a pris contact principalement avec des joueuses de nationalité russe comme Yaroslava Shvedova mais aussi Galina Voskoboeva et Ksenia Pervak. La construction d'une équipe performante a pour but à long terme de former de nouvelles joueuses kazakhes. Yaroslava Shvedova est donc depuis 2008 la joueuse majeure de l'équipe du Kazakhstan de Fed Cup. En 2013, l'équipe du Kazakhstan a joué les barrages pour la montée dans le groupe mondial II contre la France à Besançon. La rencontre s'est soldée par une victoire de la France (4-1).
En 2010, lors du tournoi de Roland-Garros, elle atteint les quarts de finale. C'est alors son meilleur résultat en Grand Chelem. Elle élimine notamment la Polonaise Agnieszka Radwańska, huitième joueuse mondiale, en deux sets au deuxième tour.
Lors du tournoi de Wimbledon 2010, elle remporte le titre en double dames aux côtés de Vania King, s'imposant en finale face aux Russes Elena Vesnina et Vera Zvonareva (7-66, 6-2). Deux mois plus tard, à l'US Open, elle réédite la même performance avec l'Américaine en prenant le meilleur sur Liezel Huber et Nadia Petrova en finale. En revanche, elles passent à côté de leur troisième titre de Grand Chelem en double en s'inclinant en demi-finale de Roland-Garros 2011 face aux Tchèques Andrea Hlaváčková et Lucie Hradecká.
Elle fait un retour remarqué lors de Roland-Garros 2012, où elle atteint les quarts de finale en sortant des qualifications ; lors du tour précédent, elle élimine la tenante du titre, la Chinoise Li Na, en trois sets 3-6, 6-2, 6-0.
Elle rentre alors dans l'histoire du tennis en devenant la 8e qualifiée à atteindre les quarts de finale dans un tournoi du Grand Chelem depuis l'ère Open et la première qualifiée à éliminer la tenante du titre d'un tournoi du Grand Chelem. Grâce à cette performance, Yaroslava Shvedova passe de la 142e place au classement WTA à la 62e place et se qualifie pour les Jeux olympiques de Londres 2012 en simple, en plus du double avec sa compatriote Galina Voskoboeva.
En 2012, la Kazakhe devient la première joueuse du circuit professionnel féminin WTA à réaliser un « set d'or », c'est-à-dire à gagner un set sans perdre un seul point : au 3e tour à Wimbledon 2012, alors 65e joueuse mondiale, elle gagne ainsi les 24 premiers points du match face à Sara Errani (10e mondiale et finaliste à Roland-Garros), et boucle la première manche en seulement 17 minutes. La Kazakhe remporte ensuite la partie (6-4 au second set).
Elle remporte en 2015 le tournoi WTA 125 de Hua Hin.

## Palmarès

### Titre en simple dames
| No | Date       | Nom et lieu du tournoi         | Catégorie | Dotation  | Surface    | Finaliste       | Score    |          |
| -- | ---------- | ------------------------------ | --------- | --------- | ---------- | --------------- | -------- | -------- |
| 1  | 12-02-2007 | Sony Ericsson Int'l, Bangalore | Tier III  | 175 000 $ | Dur (ext.) | Mara Santangelo | 6-4, 6-4 | Parcours |

### Finale en simple dames
| No | Date       | Nom et lieu du tournoi        | Catégorie | Dotation  | Surface      | Vainqueure      | Score     |          |
| -- | ---------- | ----------------------------- | --------- | --------- | ------------ | --------------- | --------- | -------- |
| 1  | 13-04-2015 | Claro Open Colsanitas, Bogota | Intern'l  | 250 000 $ | Terre (ext.) | Teliana Pereira | 7-62, 6-1 | Parcours |

### Titres en double dames
| No | Date       | Nom et lieu du tournoi             | Catégorie | Dotation     | Surface      | Partenaire          | Finalistes                                | Score             |          |
| -- | ---------- | ---------------------------------- | --------- | ------------ | ------------ | ------------------- | ----------------------------------------- | ----------------- | -------- |
| 1  | 09-02-2009 | PTT Women's Open Pattaya           | Intern'l  | 220 000 $    | Dur (ext.)   | Tamarine Tanasugarn | Yuliya Beygelzimer Vitalia Diatchenko     | 6-3, 6-2          | Parcours |
| 2  | 21-06-2010 | The Championships Wimbledon        | G. Chelem | 9 781 631 $  | Gazon (ext.) | Vania King          | Elena Vesnina Vera Zvonareva              | 7-66, 6-2         | Parcours |
| 3  | 30-08-2010 | US Open New York                   | G. Chelem | 10 258 000 $ | Dur (ext.)   | Vania King          | Liezel Huber Nadia Petrova                | 2-6, 6-4, 7-64    | Parcours |
| 4  | 25-07-2011 | Citi Open College Park             | Intern'l  | 220 000 $    | Dur (ext.)   | Sania Mirza         | Olga Govortsova Alla Kudryavtseva         | 6-3, 6-3          | Parcours |
| 5  | 15-08-2011 | Western & Southern Open Cincinnati | Premier 5 | 2 050 000 $  | Dur (ext.)   | Vania King          | Natalie Grandin Vladimíra Uhlířová        | 6-4, 3-6, [11-9]  | Parcours |
| 6  | 17-10-2011 | Kremlin Cup Moscou                 | Premier   | 721 000 $    | Dur (int.)   | Vania King          | Anastasia Rodionova Galina Voskoboeva     | 7-63, 6-3         | Parcours |
| 7  | 25-02-2013 | Brasil Tennis Cup Florianópolis    | Intern'l  | 235 000 $    | Dur (ext.)   | Anabel Medina       | Anne Keothavong Valeria Savinykh          | 6-0, 6-4          | Parcours |
| 8  | 09-09-2013 | Tashkent Open Tachkent             | Intern'l  | 235 000 $    | Dur (ext.)   | Tímea Babos         | Olga Govortsova Mandy Minella             | 6-3, 6-3          | Parcours |
| 9  | 24-02-2014 | Brasil Tennis Cup Florianópolis    | Intern'l  | 250 000 $    | Dur (ext.)   | Anabel Medina       | Francesca Schiavone Sílvia Soler Espinosa | 7-61, 2-6, [10-3] | Parcours |
| 10 | 31-03-2014 | Family Circle Cup Charleston       | Premier   | 710 000 $    | Terre (ext.) | Anabel Medina       | Chan Hao-ching Chan Yung-jan              | 7-64, 6-2         | Parcours |
| 11 | 02-05-2015 | Mutua Madrid Open Madrid           | PREMIER*  | 4 785 714 $  | Terre (ext.) | Casey Dellacqua     | Garbiñe Muguruza Carla Suárez Navarro     | 6-3, 6-74, [10-5] | Parcours |
| 12 | 12-10-2015 | Hong Kong Tennis Open Hong Kong    | Intern'l  | 250 000 $    | Dur (ext.)   | Alizé Cornet        | Lara Arruabarrena Andreja Klepač          | 7-5, 6-4          | Parcours |
| 13 | 06-06-2016 | Ricoh Open Bois-le-Duc             | Intern'l  | 250 000 $    | Gazon (ext.) | Oksana Kalashnikova | Xenia Knoll Aleksandra Krunić             | 6-1, 6-1          | Parcours |

### Finales en double dames
| No | Date       | Nom et lieu du tournoi               | Catégorie | Dotation     | Surface      | Vainqueures                           | Partenaire        | Score            |          |
| -- | ---------- | ------------------------------------ | --------- | ------------ | ------------ | ------------------------------------- | ----------------- | ---------------- | -------- |
| 1  | 11-08-2008 | Western & Southern Open Cincinnati   | Tier III  | 175 000 $    | Dur (ext.)   | Maria Kirilenko Nadia Petrova         | Hsieh Su-wei      | 6-3, 4-6, [10-8] | Parcours |
| 2  | 05-04-2010 | Andalucia Tennis Experience Marbella | Intern'l  | 220 000 $    | Terre (ext.) | Sara Errani Roberta Vinci             | Maria Kondratieva | 6-4, 6-2         | Parcours |
| 3  | 13-06-2010 | Unicef Open Bois-le-Duc              | Intern'l  | 220 000 $    | Gazon (ext.) | Alla Kudryavtseva Anastasia Rodionova | Vania King        | 3-6, 6-3, [10-6] | Parcours |
| 4  | 09-05-2011 | Internazionali d'Italia Rome         | Premier 5 | 2 050 000 $  | Terre (ext.) | Peng Shuai Zheng Jie                  | Vania King        | 6-2, 6-3         | Parcours |
| 5  | 29-08-2011 | US Open New York                     | G. Chelem | 10 768 000 $ | Dur (ext.)   | Liezel Huber Lisa Raymond             | Vania King        | 4-6, 7-65, 7-63  | Parcours |
| 6  | 10-10-2011 | Japan Women's Open Osaka             | Intern'l  | 220 000 $    | Dur (ext.)   | Kimiko Date-Krumm Zhang Shuai         | Vania King        | 7-5, 3-6, [11-9] | Parcours |
| 7  | 02-04-2012 | Family Circle Cup Charleston         | Premier   | 740 000 $    | Terre (ext.) | A. Pavlyuchenkova Lucie Šafářová      | Anabel Medina     | 5-7, 6-4, [10-6] | Parcours |
| 8  | 30-04-2012 | Estoril Open Estoril                 | Intern'l  | 220 000 $    | Terre (ext.) | Chuang Chia-jung Zhang Shuai          | Galina Voskoboeva | 4-6, 6-1, [11-9] | Parcours |
| 9  | 31-12-2012 | ASB Classic Auckland                 | Intern'l  | 235 000 $    | Dur (ext.)   | Cara Black Anastasia Rodionova        | Julia Görges      | 2-6, 6-2, [10-5] | Parcours |
| 10 | 24-05-2015 | Roland-Garros Paris                  | G. Chelem | 15 980 135 $ | Terre (ext.) | Bethanie Mattek-Sands Lucie Šafářová  | Casey Dellacqua   | 3-6, 6-4, 6-2    | Parcours |
| 11 | 17-08-2015 | Western & Southern Open Cincinnati   | Premier 5 | 2 701 240 $  | Dur (ext.)   | Chan Hao-ching Chan Yung-jan          | Casey Dellacqua   | 7-5, 6-4         | Parcours |
| 12 | 31-08-2015 | US Open New York                     | G. Chelem | 20 102 700 $ | Dur (ext.)   | Martina Hingis Sania Mirza            | Casey Dellacqua   | 6-3, 6-3         | Parcours |
| 13 | 22-03-2016 | Miami Open Miami                     | PREMIER*  | 6 844 139 $  | Dur (ext.)   | Bethanie Mattek-Sands Lucie Šafářová  | Tímea Babos       | 6-3, 6-4         | Parcours |
| 14 | 27-06-2016 | The Championships Wimbledon          | G. Chelem | 19 174 575 $ | Gazon (ext.) | Serena Williams Venus Williams        | Tímea Babos       | 6-3, 6-4         | Parcours |
| 15 | 13-02-2017 | Qatar Total Open Doha                | Premier   | 776 000 $    | Dur (ext.)   | Abigail Spears Katarina Srebotnik     | Olga Savchuk      | 6-3, 7-67        | Parcours |

### Finale en double mixte
| No | Date       | Nom et lieu du tournoi | Catégorie | Dotation    | Surface      | Vainqueures                       | Partenaire    | Score             |          |
| -- | ---------- | ---------------------- | --------- | ----------- | ------------ | --------------------------------- | ------------- | ----------------- | -------- |
| 1  | 23-05-2010 | Roland-Garros Paris    | G. Chelem | 9 938 926 $ | Terre (ext.) | Katarina Srebotnik Nenad Zimonjić | Julian Knowle | 4-6, 7-65, [11-9] | Parcours |

### Titre en simple en WTA 125
| No | Date       | Nom et lieu du tournoi         | Catégorie | Dotation  | Surface    | Finaliste   | Score          |          |
| -- | ---------- | ------------------------------ | --------- | --------- | ---------- | ----------- | -------------- | -------- |
| 1  | 09-11-2015 | Hua Hin Championships, Hua Hin | WTA 125   | 125 000 $ | Dur (ext.) | Naomi Osaka | 6-4, 6-78, 6-4 | Parcours |

### Titre en double en WTA 125
| No | Date       | Nom et lieu du tournoi    | Catégorie | Dotation  | Surface         | Partenaire      | Finalistes                             | Score    |          |
| -- | ---------- | ------------------------- | --------- | --------- | --------------- | --------------- | -------------------------------------- | -------- | -------- |
| 1  | 04-11-2013 | Taipei Ladies Open Taïwan | WTA 125   | 125 000 $ | Moquette (int.) | Caroline Garcia | Anna-Lena Friedsam Alison Van Uytvanck | 6-3, 6-3 | Parcours |

### Finale en double en WTA 125
| No | Date       | Nom et lieu du tournoi     | Catégorie | Dotation  | Surface    | Vainqueures         | Partenaire  | Score    |          |
| -- | ---------- | -------------------------- | --------- | --------- | ---------- | ------------------- | ----------- | -------- | -------- |
| 1  | 28-10-2013 | Nanjing Ladies Open Nankin | WTA 125   | 125 000 $ | Dur (ext.) | Misaki Doi Xu Yifan | Zhang Shuai | 6-1, 6-4 | Parcours |

## Parcours en Grand Chelem

### En simple dames
| Année | Open d'Australie | Open d'Australie   | Internationaux de France | Internationaux de France | Wimbledon       | Wimbledon           | US Open         | US Open             |
| ----- | ---------------- | ------------------ | ------------------------ | ------------------------ | --------------- | ------------------- | --------------- | ------------------- |
| 2006  | —                | —                  | Q1                       | Hanna Nooni              | 1er tour (1/64) | Lisa Raymond        | Q3              | Eva Birnerová       |
| 2007  | —                | —                  | 1er tour (1/64)          | Olga Savchuk             | 1er tour (1/64) | Sania Mirza         | 1er tour (1/64) | Casey Dellacqua     |
| 2008  | 2e tour (1/32)   | Amélie Mauresmo    | Q1                       | Julie Coin               | Q2              | Jarmila Gajdošová   | 1er tour (1/64) | Agnieszka Radwańska |
| 2009  | 1er tour (1/64)  | Nadia Petrova      | 3e tour (1/16)           | Maria Sharapova          | 2e tour (1/32)  | Melanie Oudin       | 3e tour (1/16)  | Gisela Dulko        |
| 2010  | 2e tour (1/32)   | Tathiana Garbin    | 1/4 de finale            | Jelena Janković          | 2e tour (1/32)  | Regina Kulikova     | 1er tour (1/64) | L. Domínguez Lino   |
| 2011  | —                | —                  | 1er tour (1/64)          | A. Pavlyuchenkova        | 1er tour (1/64) | Tamarine Tanasugarn | Q1              | Ekaterina Bychkova  |
| 2012  | Q1               | Bibiane Schoofs    | 1/4 de finale            | Petra Kvitová            | 1/8 de finale   | Serena Williams     | 2e tour (1/32)  | Roberta Vinci       |
| 2013  | 1er tour (1/64)  | Annika Beck        | 2e tour (1/32)           | Paula Ormaechea          | 2e tour (1/32)  | Petra Kvitová       | 3e tour (1/16)  | Serena Williams     |
| 2014  | 1er tour (1/64)  | Sloane Stephens    | 2e tour (1/32)           | Pauline Parmentier       | 1/8 de finale   | Sabine Lisicki      | 1er tour (1/64) | Monica Niculescu    |
| 2015  | 3e tour (1/16)   | Peng Shuai         | 1er tour (1/64)          | Ana Ivanović             | 1er tour (1/64) | Mirjana Lučić       | Q3              | Tereza Mrdeža       |
| 2016  | 2e tour (1/32)   | Madison Keys       | 1er tour (1/64)          | Svetlana Kuznetsova      | 1/4 de finale   | Venus Williams      | 1/8 de finale   | Serena Williams     |
| 2017  | 1er tour (1/64)  | Irina-Camelia Begu | 1er tour (1/64)          | Elina Svitolina          | —               | —                   | —               | —                   |
|       |                  |                    |                          |                          |                 |                     |                 |                     |
| 2021  | 1er tour (1/64)  | Camila Giorgi      | —                        | —                        | —               | —                   | 1er tour (1/64) | Jasmine Paolini     |

N.B. : à droite du résultat se trouve le nom de l'ultime adversaire.

### En double dames
N.B. : le nom de la partenaire se trouve sous le résultat ; le nom des ultimes adversaires se trouve à droite.

### En double mixte
| Année | Open d'Australie         | Open d'Australie   | Internationaux de France | Internationaux de France | Wimbledon               | Wimbledon           | US Open                | US Open              |
| ----- | ------------------------ | ------------------ | ------------------------ | ------------------------ | ----------------------- | ------------------- | ---------------------- | -------------------- |
| 2009  | —                        | —                  | 1er tour (1/16) Kerr     | Rodionova Voest          | 2e tour (1/16) Butorac  | Benešová Dlouhý     | —                      | —                    |
| 2010  | —                        | —                  | Finale Knowle            | Srebotnik Zimonjić       | 1/4 de finale Knowle    | Raymond Moodie      | 2e tour (1/8) Knowle   | Peschke Qureshi      |
| 2011  | —                        | —                  | —                        | —                        | 2e tour (1/16) Mirnyi   | Hsieh Hanley        | 1er tour (1/16) Mirnyi | Govortsova Matkowski |
| 2012  | 2e tour (1/8) Ram        | Mattek-Sands Tecău | 1er tour (1/16) Marrero  | Mattek-Sands Tecău       | 1/8 de finale Kukushkin | Kudryavtseva Hanley | —                      | —                    |
| 2013  | 1/2 finale Istomin       | Gajdošová Ebden    | —                        | —                        | —                       | —                   | —                      | —                    |
| 2014  | —                        | —                  | 1/2 finale Soares        | Grönefeld Rojer          | —                       | —                   | —                      | —                    |
| 2015  | 1er tour (1/16) Zimonjić | Hsieh Cuevas       | 1er tour (1/16) Bopanna  | Hradecká Matkowski       | —                       | —                   | 1/4 de finale Cabal    | Mattek-Sands Querrey |
| 2016  | 2e tour (1/8) Qureshi    | Mirza Dodig        | 2e tour (1/8) Mergea     | Hingis Paes              | 1/2 finale Qureshi      | Grönefeld Farah     | 1/4 de finale Soares   | Chan Zimonjić        |
| 2017  | —                        | —                  | 2e tour (1/8) Peya       | Grönefeld Farah          | —                       | —                   | —                      | —                    |
|       |                          |                    |                          |                          |                         |                     |                        |                      |
| 2021  | 1er tour (1/32) Kontinen | Krejčíková 16      | —                        | —                        | —                       | —                   | —                      | —                    |

N.B. : le nom du partenaire se trouve sous le résultat ; le nom des ultimes adversaires se trouve à droite.

## Parcours en «Premier» et «WTA 1000»
Les tournois WTA « Premier Mandatory » et « Premier 5 » (entre 2009 et 2020) et WTA 1000 (à partir de 2021) constituent les catégories d'épreuves les plus prestigieuses, après les quatre levées du Grand Chelem.

### En simple dames
| Année |              | Premier Mandatory               | Premier Mandatory                | Premier Mandatory                 | Premier Mandatory           |       | Premier 5 | Premier 5                    | Premier 5                    | Premier 5                   | Premier 5                        | Premier 5 | Premier 5                    |
| Année | Indian Wells | Miami                           | Madrid                           | Pékin                             |                             | Dubaï | Rome      | Canada                       | Cincinnati                   |                             | Tokyo                            |           |                              |
| Année | Indian Wells | Miami                           | Madrid                           | Pékin                             |                             | Doha  | Rome      | Canada                       | Cincinnati                   |                             | Wuhan                            |           |                              |
| Année | Indian Wells | Miami                           | Madrid                           | Pékin                             |                             |       | Rome      | Canada                       | Cincinnati                   |                             |                                  |           |                              |
| 2009  |              | 2e tour (1/32) V. Azarenka      |                                  |                                   | 1er tour (1/32) Peng S.     |       |           |                              | 2e tour (1/16) F. Pennetta   | 2e tour (1/16) S. Williams  | 1er tour (1/32) M. Kirilenko     |           |                              |
| 2010  |              | 1er tour (1/64) B. Mattek-Sands | 4e tour (1/8) A. Radwańska       | 1er tour (1/32) S. Bammer         | 1er tour (1/32) P. Schnyder |       |           | 1er tour (1/32) D. Cibulková | 2e tour (1/16) E. Dementieva | 2e tour (1/16) V. Zvonareva | 2e tour (1/16) A. Ivanović       |           | 2e tour (1/16) E. Dementieva |
| 2011  |              | 1er tour (1/64) K. Date         | 2e tour (1/32) J. Gajdošová      | 1er tour (1/32) A. Radwańska      |                             |       |           | 1er tour (1/32) Zhang S.     | 1er tour (1/32) A. Rodionova |                             |                                  |           |                              |
| 2012  |              |                                 |                                  |                                   | 2e tour (1/16) Peng S.      |       |           |                              |                              |                             | 2e tour (1/16) U. Radwańska      |           | 1er tour (1/32) F. Schiavone |
| 2013  |              | 2e tour (1/32) L. Tsurenko      | 1er tour (1/64) Zheng J.         | 3e tour (1/8) A. Medina Garrigues |                             |       |           |                              |                              |                             |                                  |           |                              |
| 2014  |              | 3e tour (1/16) C. Wozniacki     | 2e tour (1/32) S. Williams       |                                   | 1er tour (1/32) R. Vinci    |       |           |                              |                              |                             |                                  |           |                              |
| 2015  |              |                                 | 1er tour (1/64) J. Larsson       |                                   |                             |       |           |                              |                              |                             | 2e tour (1/16) A. Pavlyuchenkova |           |                              |
| 2016  |              | 3e tour (1/16) N. Gibbs         |                                  |                                   | 1/4 de finale A. Radwańska  |       |           | 1er tour (1/32) N. Hibino    |                              |                             |                                  |           | 3e tour (1/8) S. Halep       |
| 2017  |              | 1er tour (1/64) V. Lepchenko    | 2e tour (1/32) A. Pavlyuchenkova | 1er tour (1/32) S. Kuznetsova     |                             |       |           | 1er tour (1/32) M. Puig      | 1er tour (1/32) V. Williams  |                             |                                  |           |                              |
| 2020  |              |                                 |                                  |                                   |                             |       |           | 1er tour (1/32) L. Siegemund |                              |                             |                                  |           |                              |
|       |              | WTA 1000                        |                                  |                                   |                             |       |           |                              |                              |                             |                                  |           |                              |
| 2021  |              |                                 | 1er tour (1/64) T. Martincová    | 1er tour (1/32) O. Jabeur         |                             |       |           | 1er tour (1/32) J. Pegula    | 2e tour (1/16) A. Barty      |                             |                                  |           |                              |

Sous le résultat, l’ultime adversaire.

## Parcours aux Jeux olympiques

### En simple dames
| # | Date       | Nom de l'olympiade                  | Surface      | Résultat        | Ultime adversaire | Score         |          |
| - | ---------- | ----------------------------------- | ------------ | --------------- | ----------------- | ------------- | -------- |
| 1 | 28/07/2012 | Olympic Tennis Event Wimbledon      | Gazon (ext.) | 2e tour (1/16)  | Sabine Lisicki    | 4-6, 6-3, 7-5 | Parcours |
| 2 | 06/08/2016 | Olympic Tennis Event Rio de Janeiro | Dur (ext.)   | 1er tour (1/32) | Misaki Doi        | 6-3, 6-4      | Parcours |
| 1 | 31/07/2021 | Olympic Tennis Event Tokyo          | Dur (ext.)   | 1er tour (1/32) | Ajla Tomljanović  | 7-5, 3-2ab    | Parcours |

### En double dames
| # | Date       | Nom de l'olympiade                  | Surface      | Résultat        | Partenaire        | Ultimes adversaires               | Score     |          |
| - | ---------- | ----------------------------------- | ------------ | --------------- | ----------------- | --------------------------------- | --------- | -------- |
| 1 | 28/07/2012 | Olympic Tennis Event Wimbledon      | Gazon (ext.) | 2e tour (1/8)   | Galina Voskoboeva | Maria Kirilenko Nadia Petrova     | 6-3, 6-2  | Parcours |
| 2 | 06/08/2016 | Olympic Tennis Event Rio de Janeiro | Dur (ext.)   | 1er tour (1/16) | Galina Voskoboeva | Kirsten Flipkens Yanina Wickmayer | 7-66, 6-2 | Parcours |

### En double mixte
| # | Date       | Nom de l'olympiade         | Surface    | Résultat       | Partenaire     | Ultimes adversaires         | Score     |          |
| - | ---------- | -------------------------- | ---------- | -------------- | -------------- | --------------------------- | --------- | -------- |
| 1 | 31/07/2021 | Olympic Tennis Event Tokyo | Dur (ext.) | 1er tour (1/8) | Andrey Golubev | Ena Shibahara Ben McLachlan | 6-3, 7-63 | Parcours |

## Parcours aux Masters

### En double dames
| # | Date       | Nom de l'édition           | ($)       | Surface    | Résultat      | Partenaire  | Ultimes adversaires                  | Score             |          |
| - | ---------- | -------------------------- | --------- | ---------- | ------------- | ----------- | ------------------------------------ | ----------------- | -------- |
| 1 | 26/10/2010 | WTA Championships Doha     | 4 550 000 | Dur (ext.) | 1/2 finale    | Vania King  | Gisela Dulko Flavia Pennetta         | 6-4, 6-4          | Parcours |
| 2 | 25/10/2011 | WTA Championships Istanbul | 4 900 000 | Dur (int.) | 1/2 finale    | Vania King  | Květa Peschke Katarina Srebotnik     | 6-3, 6-4          | Parcours |
| 3 | 23/10/2016 | WTA Finals Singapour       | 7 000 000 | Dur (int.) | 1/4 de finale | Tímea Babos | Bethanie Mattek-Sands Lucie Šafářová | 5-7, 7-66, [10-2] | Parcours |

## Parcours en Fed Cup
| #                                                                | Date       | Lieu     | Surface    | Gagnante(s)        | Perdante(s)        | Score         |          |
| ---------------------------------------------------------------- | ---------- | -------- | ---------- | ------------------ | ------------------ | ------------- | -------- |
|                                                                  |            |          |            |                    |                    |               |          |
| 2013 - Barrage (groupe mondial II) - France - Kazakhstan - 4 : 1 |            |          |            |                    |                    |               |          |
| 1                                                                | 20/04/2013 | Besançon | Dur (int.) | Yaroslava Shvedova | Alizé Cornet       | 2-6, 6-3, 6-2 | Parcours |
| 1                                                                | 20/04/2013 | Besançon | Dur (int.) | Marion Bartoli     | Yaroslava Shvedova | 6-4, 6-3      | Parcours |
|                                                                  |            |          |            |                    |                    |               |          |
| 2017 - Barrage (groupe mondial II) - Canada - Kazakhstan - 3 : 2 |            |          |            |                    |                    |               |          |
| 2                                                                | 22/04/2017 | Montréal | Dur (int.) | Françoise Abanda   | Yaroslava Shvedova | 6-3, 6-4      | Parcours |
| 2                                                                | 22/04/2017 | Montréal | Dur (int.) | Bianca Andreescu   | Yaroslava Shvedova | 7-61, 6-4     | Parcours |

## Classements WTA en fin de saison
| Année          | 2003 | 2004 | 2005 | 2006 | 2007 | 2008 | 2009 | 2010 | 2011 | 2012 | 2013 | 2014 | 2015 | 2016 | 2017 |  | 2021 |
| Rang en simple | 494  | 756  | 315  | 132  | 89   | 91   | 53   | 39   | 206  | 29   | 81   | 66   | 82   | 36   | 292  |  | 433  |
| Rang en double | 780  | –    | –    | 242  | 111  | 42   | 49   | 7    | 5    | 26   | 59   | 24   | 6    | 14   | 37   |  | 827  |

Source : (en) Classements de Yaroslava Shvedova sur le site officiel de la Fédération internationale de tennis